# Irán en los Juegos Olímpicos de Atenas 2004
Irán estuvo representado en los Juegos Olímpicos de Atenas 2004 por un total de 37 deportistas, 36 hombres y una mujer, que compitieron en 10 deportes.
El portador de la bandera en la ceremonia de apertura fue el yudoca Arash Miresmaeili.

## Medallistas
El equipo olímpico iraní obtuvo las siguientes medallas:
| Nombre              | Deporte      | Competición |
| ------------------- | ------------ | ----------- |
| Oro                 |              |             |
| Hosein Rezazadeh    | Halterofilia | +105 kg M   |
| Hadi Saei           | Taekwondo    | –68 kg M    |
| Plata               |              |             |
| Masud Mostafa Yokar | Lucha libre  | 60 kg M     |
| Alireza Rezaei      | Lucha libre  | 120 kg M    |
| Bronce              |              |             |
| Alireza Heidari     | Lucha libre  | 96 kg M     |
| Yusef Karami        | Taekwondo    | –80 kg M    |